# Medaille van het Bevrijde Frankrijk
De Medaille van het Bevrijde Frankrijk (Frans: Médaille de la France libérée) is een Franse onderscheiding voor personen die opvallend bijdroegen aan de bevrijding van Frankrijk.
De op 6 augustus 1948 door president Vincent Auriol ingestelde medaille werd eerst médaille de la Reconnaissance de la France libérée genoemd en kreeg op 16 juni 1948 de definitieve naam. De medaille werd ingesteld om Fransen en vreemdelingen die opvallend aan de bevrijding van Frankrijk hadden bijgedragen te belonen. De minister van Defensie en Veteranenzaken, ten tijde van de instelling was dat François Mitterrand, was verantwoordelijk voor de toekenning. De 13.469 gedecoreerden ontvingen een medaille en een diploma. 
De laatste medaille werd op 7 juli 1957 uitgereikt.

## Criteria
De medaille werd toegekend aan:
- militair in actieve dienst, die tussen 18 juni 1940 en 20 augustus 1945 door hun handelingen een echte bijdrage aan de bevrijding van grootstedelijke gebieden, de Union française en de Franse mandaatgebieden leverden. Dit onder de uitdrukkelijke voorwaarde dat zij niet reeds in het bezit een van de volgende decoraties zijn: een voor verzetsdaden toegekend Legioen van Eer, een voor verzetsdaden toegekend Orde van de Bevrijding, een Verzetsmedaille of de Franse Erkentelijkheidsmedaille.
- soldaten van de geallieerde legers, die te land, ter zee en in de lucht aan militaire operaties hebben deelgenomen in Franse grootstedelijke gebieden, de Union française of in de Franse mandaatgebieden.
- soldaten van de geallieerde legers die tussen 8 juni 1940 en 20 augustus 1945 verbonden waren aan de Franse troepen land, zee en lucht.
- inwoners van Frankrijk, bondgenoten of niet, die tussen 18 juni 1940 en 20 augustus 1945 door individuele handelingen een effectieve bijdrage leverden aan de bevrijding van de grootstedelijke gebieden, de Union française en mandaatgebieden van Frankrijk.

## De medaille
De ronde bronzen medaille heeft een diameter van 36 millimeter en is op de voorzijde versierd met de contouren van Frankrijk binnen een op twee plaatsen met sterretjes doorbroken keten. Deze twee gebroken schakels zijn het symbool van de twee geallieerde landingen in Normandië en aan de Rivièra. Binnen de Franse contouren is het jaartal 1944 geplaatst. De gravure is van de hand van André Rivaud.
Centraal op de keerzijde is het wapen van de Franse republiek, Romeinse fasces met daarboven een Frygische muts geflankeerd door de initialen "RF" geplaatst. Het rondschrift luidt "LA FRANCE A SES LIBÉRATEURS".
De medaille wordt aan een zijden lint in de kleuren van de regenboog op de linkerborst gedragen. Dit lint is het spiegelbeeld van het eveneens regenboogkleurige lint waaraan de Intergeallieerde Overwinningsmedaille van 1918 werd gedragen. De kleuren waren in 1918 levendig; in 1948 waren ze eerder dof.
Veel verzetsdaden werden gehonoreerd met het benoemingen in het Legioen van Eer of toekenningen van het Orde van de Bevrijding, de Médaille Militaire, de Verzetsmedaille, en de Franse Erkentelijkheidsmedaille. Daarna kwam men niet meer voor deze medaille in aanmerking. Dat gold ook voor verdiensten na de bevrijding van Frankrijk.

## Protocol
Wanneer men op uniformen geen modelversierselen draagt is een kleine rechthoekige baton in de kleuren van het lint voorgeschreven. De medaille wordt ook als miniatuur gedragen op bijvoorbeeld een rokkostuum.